# レミギウス・モリカビュチス
レミギウス・モリカビュチス（Remigijus Morkevicius、1982年8月10日 - 2016年12月21日）は、リトアニアの男性総合格闘家、キックボクサー。カウナス出身。ティタナス所属。

## 来歴
幼い頃に当時のリトアニアの不安定な政治情勢（リトアニア独立革命）の影響により、両親の元をやむなく離れ、祖母に預けられて育った。その後に祖母が、老人性骨粗鬆症にかかり、杖無しでは歩くことも困難な状況にると、レミギウスは祖母が亡くなる2011年までファイトマネーの殆どを祖母の治療費に充てた。

### ZST
2003年6月1日、所英男に膝蹴りでKO勝ち。
2003年11月、ZST GPの1回戦でメノー・ディクストラに20秒でKO勝ち。2004年1月11日、ZST GPの準決勝で、矢野卓見に腕ひしぎの体勢にされながらもパワーボムで叩きつけTKO勝ち。決勝でマーカス・アウレリオに三角絞めで敗れ準優勝。
2004年5月5日、所英男に三角締めで一本負け。同年7月4日、小谷直之に腕ひしぎ十字固めで一本負け。
2004年11月3日、ZST-GP2のフェザー級（-65kg）トーナメント1回戦でボウラム・ベラーニと対戦し、右ストレートで5秒でKO勝ち。
2005年1月23日、ZST-GP2のフェザー級トーナメント準決勝で宮川博孝と対戦。宮川のタックルに膝蹴りをカウンターで合わせ、1RKO勝ち。決勝戦で大石真丈と対戦し、パンチラッシュでKO勝ちを収め優勝を果たした。試合後のマイクアピールで、モリカビチュスは前大会の決勝戦で敗れた後、東洋哲学を学んだことや、利己主義を捨てたことを明らかにした。

### HERO'S
2005年7月6日、初参戦となったHERO'Sのミドル級（-70kg）トーナメント1回戦で村浜武洋と対戦し、1R左フックでKO勝ち。9月7日、HERO'Sミドル級トーナメント準々決勝で高谷裕之と対戦し、2RマウントパンチでTKO負け。

### K-1
2005年10月12日、K-1 WORLD MAX 2005 〜世界王者対抗戦〜でK-1ルールに初挑戦。安廣一哉から6度ダウンを奪い判定勝ち。
2005年11月5日、K-1 FIGHTING NETWORK KOREA MAX 2005でイ・スファンを4度ダウンを奪い左ストレートでKO勝ち。
2005年12月31日、K-1 PREMIUM 2005 Dynamite!!にて永田克彦と総合格闘技ルールで対戦し、判定負け。
2006年2月4日、K-1 WORLD MAX 日本代表決定トーナメントのスーパーファイトにて我龍真吾に1R開始8秒左跳び膝蹴りでKO勝ち。
2006年4月5日、K-1 WORLD MAX 2006 世界一決定トーナメント開幕戦のトーナメント1回戦で魔裟斗と対戦し、2RTKO負け。
2008年7月7日、K-1 WORLD MAX 2008 FINAL8のスーパーファイトでアンドレ・ジダと対戦し、1RKO負け。
2010年3月28日、K-1 WORLD GP 2010 IN WARSAW -EUROPE GP Elimination Tournament A-のスーパーファイトでミハウ・グロガフスキーと対戦し、ドロー。
2010年4月10日、K-1 WORLD GP 2010 IN VILNIUS -EUROPE GP Elimination Tournament B-のスーパーファイトでジョエル・クノークと対戦し、1RKO勝ち。
2016年12月21日、リトアニアのカウナスで射殺された。
2017年3月2日、所英男、勝村周一朗が中心となって「レミーガ追悼委員会」を結成し、残されたレミギウスの子供たちの養育費として追悼・支援金を集める追悼チャリティプロジェクト「Samurai Remyga-yell」の開始を発表した。

## 戦績

### 総合格闘技
| 総合格闘技 戦績 | 総合格闘技 戦績 | 総合格闘技 戦績 | 総合格闘技 戦績 | 総合格闘技 戦績 | 総合格闘技 戦績 | 総合格闘技 戦績 |
| --------------- | --------------- | --------------- | --------------- | --------------- | --------------- | --------------- |
| 21 試合         | (T)KO           | 一本            | 判定            | その他          | 引き分け        | 無効試合        |
| 16 勝           | 12              | 4               | 0               | 0               | 0               | 0               |
| 5 敗            | 1               | 3               | 1               | 0               | 0               | 0               |

| 勝敗 | 対戦相手                 | 試合結果                         | 大会名                                                                                   | 開催年月日     |
| ○    | 稲津航                   | 1R 1:15 KO（左ストレート）       | ZST.9                                                                                    | 2006年2月18日  |
| ×    | 永田克彦                 | 5分2R終了 判定0-3                | K-1 PREMIUM 2005 Dynamite!!                                                              | 2005年12月31日 |
| ○    | Ramazi Jakharydze        | 1R 0:08 KO（キック）             | HERO'S LITHUANIA 2005                                                                    | 2005年11月26日 |
| ×    | 高谷裕之                 | 2R 4:16 TKO（マウントパンチ）    | HERO'S 2005 ミドル級世界最強王者決定トーナメント準決勝 【ミドル級トーナメント 準々決勝】 | 2005年9月7日   |
| ○    | 村浜武洋                 | 1R 1:14 KO（左フック）           | HERO'S 2005 ミドル級世界最強王者決定トーナメント 【ミドル級トーナメント 1回戦】          | 2005年7月6日   |
| ○    | ダニー・ベルゲン         | 腕ひしぎ十字固め                 | Shooto Lithuania: Chaosas                                                                | 2005年4月7日   |
| ○    | 大石真丈                 | 1R 3:13 KO（スタンドパンチ連打） | ZST-GP2 ファイナルステージ 【フェザー級トーナメント 決勝】                               | 2005年1月23日  |
| ○    | 宮川博孝                 | 1R 0:48 KO（跳び膝蹴り）         | ZST-GP2 ファイナルステージ 【フェザー級トーナメント 準決勝】                             | 2005年1月23日  |
| ○    | ダニー・ベルゲン         | 1R 1:12 三角絞め                 | Shooto Lithuania: Bushido                                                                | 2004年11月20日 |
| ○    | ボウラム・ベラーニ       | 1R 0:05 KO（右ストレート）       | ZST-GP2 オープニングステージ 【フェザー級トーナメント 1回戦】                            | 2004年11月3日  |
| ×    | 小谷直之                 | 1R 2:07 腕ひしぎ十字固め         | ZST BATTLE HAZARD 01                                                                     | 2004年7月4日   |
| ×    | 所英男                   | 1R 3:30 三角絞め                 | ZST.5                                                                                    | 2004年5月5日   |
| ○    | アルテミジェ・シテンコフ | 1R 1:28 フロントチョーク         | Shooto Lithuania: Vendetta                                                               | 2004年4月4日   |
| ○    | 内山貴博                 | 1R 1:48 KO（左ストレート）       | ZST GT-F                                                                                 | 2004年3月7日   |
| ×    | マーカス・アウレリロ     | 1R 1:48 三角絞め                 | ZST GP 決勝大会 【準決勝】                                                               | 2004年1月11日  |
| ○    | 矢野卓見                 | 1R 4:37 KO（パワーボム）         | ZST GP 決勝大会 【2回戦】                                                                | 2004年1月11日  |
| ○    | メノー・ディクストラ     | 1R 0:20 KO（膝蹴り）             | ZST GP 開幕戦 【1回戦】                                                                  | 2003年11月23日 |
| ○    | 坪井淳浩                 | 1R 0:41 KO（膝蹴り）             | THE BATTLE FIELD ZST 4                                                                   | 2003年9月7日   |
| ○    | 所英男                   | 1R 1:45 KO（膝蹴り連打）         | THE BATTLE FIELD ZST 3                                                                   | 2003年6月1日   |
| ○    | 坪井淳浩                 | 2R 1:37 KO（右膝蹴り）           | THE BATTLE FIELD ZST 2                                                                   | 2003年3月9日   |
| ○    | ダリウス・バルリス       | 1R 2:05 チョークスリーパー       | RF 2002: Vol. 2                                                                          | 2002年4月28日  |

### キックボクシング
| 勝敗 | 対戦相手               | 試合結果                   | 大会名                                                                                 | 開催年月日     |
| ○    | ジョエル・クノーク     | 1R 0:39 KO                 | K-1 WORLD GP 2010 IN VILNIUS -EUROPE GP Elimination Tournament B- 【スーパーファイト】 | 2010年4月10日  |
| △    | ミハウ・グロガフスキー | ドロー                     | K-1 WORLD GP 2010 IN WARSAW -EUROPE GP Elimination Tournament A- 【スーパーファイト】  | 2010年3月28日  |
| ○    | レオ・ボニンゲール     | 3R終了 判定3-0             | MMA BUSHIDO HERO'S 2008 【K-1ルール】                                                  | 2008年11月8日  |
| ×    | アンドレ・ジダ         | 1R 1:43 KO（右アッパー）   | K-1 WORLD MAX 2008 World Championship Tournament FINAL8 【スーパーファイト】           | 2008年7月7日   |
| ×    | 魔裟斗                 | 2R 1:56 TKO（タオル投入）  | K-1 WORLD MAX 2006 〜世界一決定トーナメント開幕戦〜 【1回戦】                          | 2006年4月5日   |
| ○    | 我龍真吾               | 1R 0:08 KO（左跳び膝蹴り） | K-1 WORLD MAX 2006 〜日本代表決定トーナメント〜 【スーパーファイト】                   | 2006年2月4日   |
| ○    | イ・スファン           | 2R 2:50 KO（左ストレート） | K-1 FIGHTING NETWORK KOREA MAX 2005                                                    | 2005年11月5日  |
| ○    | 安廣一哉               | 3R終了 判定3-0             | K-1 WORLD MAX 2005 〜世界王者対抗戦〜                                                  | 2005年10月12日 |

## 獲得タイトル
- ZST-GP2フェザー級トーナメント 優勝（2005年）